# Despair, Inc.
Despair, Inc. е американска компания, основана през 1998 година в Остин, Тексас, която произвежда плакати, календари и различни сувенири, осмиващи мотивационната индоктринация, често срещана в корпоративна обстановка.
Известна е със своите песимистични, цинични и иронични демотивиращи послания, които пародират визуалната метафоричност и словесна тържественост на сериите мотивационни продукти с марка Successories. Сред най-известните послания са например:
- MEETINGS: None of us is as dumb as all of us.
  - СЪБРАНИЯ: Никой от нас сам по себе си не е толкова тъп колкото всички ние, взети заедно.
- BLAME: The secret to success is knowing who to blame for your failures.
  - ВИНА: Тайната на успеха е да знаеш на кого да прехвърлиш вината за своите провали.
- DREAMS: Dreams are like rainbows. Only idiots chase them.
  - МЕЧТИ: Мечтите са като небесните дъги. Само идиотите ги гонят.

На уебстраницата за всеки „Демотиватор“ стои списък от личностни характеристики, които според фирмата притежават хората, на които съответният „Демотиватор“ би въздействал най-силно. В повечето от списъците наизменно присъства и майтап, свързан с „непокорните колежани“ (или вариация по темата).
През 2000 година, Despair, Inc. регистрира като търговска марка в САЩ известния емотикон с тъжно човече :-( (на английски: frowny), с право да го ползва върху поздравителни картички, плакати и отпечатъци на произведения на изкуството. През 2001 година фирмата пуска сатиричен прес релийз, в който съобщава, че ще дава на съд всеки, който някога е ползвал или използва емотикона в електронната си кореспонденция.
През 2005 година, Despair, Inc. публикува „The Art of Demotivation“ („Изкуството на демотивирането“) от Е. Л. Керстен, бивш професор по организационна комуникация и понастоящем съосновател и говорител на Despair, Inc. Книгата е пародия на изданията от жанра „гуру на мениджмънта“ и представя 18 стилизирани интерпретации на „демотиватори“, които онагледяват тезите на Керстен. Книгата излиза в три издания, включително и „Директорско издание“ на цена от 1195 долара. През 2006, списанието Harvard Business Review публикува сериозно есе върху естеството на работата и самоосъществяването на Керстен, озаглавено „Let Me Take You Down“ („Нека те сваля на земята“).

## Външни препатки
- Уебсайт на Despair, Inc.
- Уебсайт на Български Демотиватори Архив на оригинала от 2016-10-08 в Wayback Machine.
- Despair Inc. the brand for cynics, CNN.com, 17 януари 2004